# Jan Nádherný z Borutína
Jan Nádherný z Borutína, německy též Johann Nadherny von Borutin (16. listopadu 1838 Dolní Adršpach – 20. března 1891 Vídeň), byl rakouský a český šlechtic z rodu Nádherných z Borutína a politik, v 2. polovině 19. století poslanec Říšské rady.

## Biografie
Byl šlechtického původu, měl rytířský, později baronský titul. Sloužil v rakouském námořnictvu, kde dosáhl hodnosti poručíka. Později získal titul korvetního kapitána. Patřilo mu panství Chotoviny a Měšice na Táborsku. Byl veřejně činný. Zastával funkci okresního starosty v Táboře.
Angažoval se ve vysoké politice. V zemských volbách v roce 1870 se stal poslancem Českého zemského sněmu. Reprezentoval velkostatkářskou kurii, nesvěřenecké velkostatky. Na sněm se vrátil ve volbách v roce 1883.
Působil i jako poslanec Říšské rady (celostátního parlamentu Předlitavska), kam usedl v doplňovacích volbách roku 1882 za kurii velkostatkářskou v Čechách. Slib složil 19. května 1882. Mandát obhájil ve volbách roku 1885. Slib složil 28. září 1885. Opětovně byl zvolen ve volbách roku 1891. Ještě než ale složil poslanecký slib, zemřel v březnu 1891. Ve volebním období 1879–1885 se uvádí jako baron Johann Nadherny von Borutin, statkář, bytem Chotoviny.
Po volbách v roce 1885 se na Říšské radě připojil k Českému klubu (jednotné parlamentní zastoupení, do kterého se sdružili staročeši, mladočeši, česká konzervativní šlechta a moravští národní poslanci). Zastupoval Stranu konzervativního velkostatku, která podporovala český státoprávní program. V rakousko-uherských delegacích byl zpravodajem k rozpočtu námořnictva.
Zemřel v březnu 1891 ve Vídni. Právě když se chystal na audienci k ministerskému předsedovi Eduardu Taaffemu, postihl ho záchvat mrtvice. Byl dopraven do svého bytu, ale krátce nato zemřel.

## Manželství a potomci
Oženil se 12. února 1868 v Linci s Mariettou Bulgarini d'Elci (1848–1909), která mu porodila dvě dcery a dva syny. 
- 1. Ludovika (1. 1. 1869 Chotoviny – 20. 6. 1931 Pressbaum), členka kongregace Nejsvětějšího Srdce Ježíšova v Pressbaum u Vídně[9]
- 2. Zdenka (24. 2. 1870 Praha – 17. 3. 1956 Linec), manž. 1891 Hermann von Attems-Heiligenkreuz (2. 2. 1865 Schrattenthal – 14. 10. 1951 Linec)[9]
- 3. Oskar (22. 9. 1871 Chotoviny – 29. 4. 1952 Měšice), I. manž. 1900 Marie Gisela Deymová ze Stříteže (15. 6. 1863 Nemyšl – 17. 7. 1916 Krakov), II. manž. 1922 Stanislava Chmielewska (9. 8. 1882 Katovice – 15. 6. 1967 Měšice)[9]
- 4. Ervín (30. 3. 1876 Chotoviny – 19. 8. 1944 tamtéž), manž. 1900 Leopoldina von Ringhoffer (1. 1. 1878 Smíchov – 31. 10. 1945 tamtéž)[9]